# Arda Anarat
Arda Anarat (* 2. April 1999 in Istanbul) ist ein türkischer Schauspieler.

## Biografie
Anarat wurde am 2. April 1999 in Istanbul geboren. Er wuchs in Bafra auf. Später kehrte er mit seiner Familie nach Istanbul zurück. Zudem besuchte er das Notre Dame de Sion Özel Fransız Lisesi. Sein Debüt gab er 2012 in der Fernsehserie Muhteşem Yüzyıl. Von 2014 bis 2016 war Anarat in der Serie Diriliş: Ertuğrul zu sehen. Zwischen 2017 und 2018 wurde er für die Serie Çukur gecastet. 2019 spielte er in Tek Yürek mit. 2020 bekam Anarat in dem Film Bilmemek die Hauptrolle. Seit 2021 spielt er in Yargı eine Nebenrolle.

## Filmografie
Filme
- 2018: Zomerbroeders
- 2020: Bilmemek

Serien
- 2012: Muhteşem Yüzyıl
- 2014: Galip Derviş
- 2014–2016: Diriliş: Ertuğrul
- 2017: Nomad
- 2017: Damat Takimi
- 2018: Vatanım Sensin
- 2017–2018: Çukur
- 2019: Tek Yürek
- seit 2021: Yargı